# Лет Петра Пана
Лет Петра Пана је вожња кроз мрак на шинама у тематским парковима Магично краљевство, Дизниленд, Дизниленд Париз, Дизниленд у Токију и Дизниленд у Шангају. Смештен у области Земље фантазије у сваком парку, прича, музика, инсценација и уметнички приказ засновани су на Петру Пану Волта Дизнија, верзији анимираног филма из 1953. класичне приче о Петру Пану Џ.М. Барија. То је такође једна од ретких преосталих атракција која је била у функцији на дан отварања Дизниленда 1955. године, иако је оригинална верзија атракције у потпуности редизајнирана 1983. Пет од шест Дизнијевих паркова има ову вожњу, свака са јединственим екстеријером и доживљајима вожње.

## Историја
Првобитна намера атракције била је да посетиоци лете током вожње као да су Петар Пан. Публика није сасвим схватила овај концепт и остала је у чуду зашто Петар Пан није био у атракцији. Верзија вожње Волт Дизнијевог света, која је отворена два дана након свечаног отварања парка 3. октобра 1971,  проширила је оригиналну атракцију Дизниленда. Задржао је општу тему и формат вожње у Калифорнији, али су додате сцене са Петром Паном и коришћене аудио-аниматронске фигуре.
Године 1983. Дизниленд земља Фантазије је била у фази великог ремонта. Неке вожње су премештене да би се направило место за проширене верзије постојећих вожњи у мраку, као и додавање нових. Отмена реконструкција Фантазије сада је више личила на рустично европско село у Алпима, него на средњовековни сајам. Лет Петра Пана наставио је да садржи живописни мурал који приказује ликове из филма, а Петар Пан је први пут додат разним сценама на овој локацији, укључујући његову аудио-аниматронску верзију. Такође током реновирања, оригинални ресторан Пиратски брод и Стена лобања су трајно затворени и уклоњени. Опрема, лампиони и други реквизити из ресторана додати су у Лет Петра Пана.

## Атракција

### Дизниленд

#### Оригинална верзија (1955—1982)
Најранија верзија Лет Петра Пана дебитовала је у Дизниленду на дан отварања парка у јулу 1955. Ова итерација атракције била је најкраћа по дужини и садржала је најмање анимираних фигура и најгрубљи звук. Линија реда за вожњу углавном се налазила споља, а њена спољашња фасада је подсећала на живописни средњовековни турнирски шатор украшен пругама и украсним штитовима. Посетиоци су се укрцавали у своја возила испред масивног, разрађеног мурала украшеног ликовима и поставкама из филма на којем је атракција заснована. Сам Петар Пан се уопште није појавио у оригиналној вожњи (осим његовог приказа на муралу и његове сенке на зиду дечије собе), као ни деца, изгубљени дечаци, сирене или Индијанци (осим заробљене Тајгер Лили у последњој сцени).
Атракција Петар Пан из 1955. поставила је основу за основну структуру у три чина које се придржавала већина наредних верзија вожње. Након прве кратке сцене у дечјој соби породице Дарлинг (само око три петине садашње величине), посетиоци су пловили преко месечином обасјаног хоризонта Лондона (који је био скоро исти као и данас), фантастичног царства Недођије (које се потпуно видело из ваздушне перспективе), и коначно у пећину Стене лобање, где је капетан Кука са мачем наређивао неспретном господину Смију да обори јахаче који су пролазили. Последњи призор атракције био је крокодил Тик Ток, који је нетремице гледао у посетиоце разјапљених уста пре него што су изашли са сцене кроз низ врата налик водопаду и искрцавали се.
Ова прва верзија атракције постојала је све до 1982. године, када је затворена да би се подвргла великом ремонту у складу са пројектом Нова земља фантазије — велико преуређење земље фантазије у којем су скоро сва архитектура и атракције овог подручја ажурирани богатијим темама и супериорном технологијом. Драстично обновљена итерација Лет Петра Пана дебитовала је уместо оригинала у мају 1983; ова верзија атракције је углавном иста вожња која постоји данас.

#### Проширена верзија (од 1983.)
Полазећи са станице, али пре него што уђу у стварну зграду за вожњу, посетиоци лете изнад кровова Лондона. Нова верзија вожње укључује аудио-аниматронске верзије ликова, као у Магичном краљевству на Флориди. Као део новог ремоделирања, сцене из вожње на Флориди су додате у Дизниленд, укључујући палубу гусарског брода где се Питер и Кука боре на врху бродског прамца. 
Нова вожња у Дизниленду отворена је као део Нове земље фантазије 25. маја 1983. године. Након што прођу кроз ред, гости се укрцавају у минијатурну галију са три путника, која је окачена за стазу на плафону изнад да би се побољшао осећај летења кроз ваздух. Брод напусти подручје улаза и плови кроз дечју собу породице Дарлинг, пролазе поред пса Нане бернардинца, дадиље, поред неких блокова играчака на којима пише "D1SN3Y" када се читају уназад. Венди, Џон и Мајкл Дарлинг су на кревету, а сенка Петра Пана је на зиду.
Посетиоци чују Петра Пана како говори: „Хајде, сви! Идемо!" У том тренутку, брод лети кроз прозор собе и изнад месечином обасјаног Лондона. Светла Звончице трепере свуда унаоколо. Испод посетилаца су минијатурне верзије неких од познатих лондонских знаменитости, укључујући Катедралу Светог Павла, Биг Бен, Тауербриџ и реку Темзу.
Затим, пролазећи поред "друге звезде на десно и право до јутра", летећи бродови стижу до Недођије, где гости пролазе неке од њених знаменитости, укључујући индијанско село, вулкан, џиновску хоботницу, камп изгубљених дечака, лагуну сирена и Стену лобању. Овде се гости сусрећу са неким од најпознатијих становника Недођије, укључујући принцезу Тајгер Лили, господина Смија, крокодила Тик-Така и Питеровог главног ривала, капетана Куку, поред Питера и деце Дарлинг.
Дана 2. фебруара 2015. атракција је затворена због реновирања. Првобитно је било планирано да се поново отвори 21. маја 2015, али је касније померено за 1. јул 2015. Нови аниматроници Венди, Џон и Мајкл сада лете изнад Џоновог кревета у соби (раније су Џон и Мајкл седели у Џоновом кревету, а Венди је седела на столици поред њих). Нови специјални ефекти су такође додати сценама Лондона и Недођије.

### Дизниленд Париз
Једна од најпопуларнијих атракција у Дизниленду у Паризу, Лет Петра Пана је вожња у мраку у којој се посетиоци укрцавају на „летеће“ пиратске бродове који су окачени за надземну шину, и лете изнад минијатурних приказа Лондона и Недођије. Ова верзија је нешто дужа од оригиналне, са комплетним кругом који траје око 3 минута, а почиње кратким летом изнад Лондона ноћу.

### Магично царство
Сцене у вожњи су већег обима и садрже аудио-аниматронске фигуре. Поново се користе аудио и звучни ефекти из верзије Дизниленда из 1955. године. Уласком на сам почетак дечје собе може се видети чајанка на којој се појављују две познате играчке, Рагеди Ен и Енди. Камп изгубљених дечака и Лагуна сирена сада су део сцене Недођије. Такође, пиратски брод од 48 стопа дужине је укључен, заједно са палубом, јарболима, једрима и опремом. Гости виде Куку и Питера како се боре прса у прса на главном једру, док су дечаци привезани за јарбол, а Венди се спрема да хода по дасци. Тада посетиоци виде Питера и децу Дарлинг како победнички позирају на броду, спремни да заплове у небо, назад у Лондон.
2014. године ова верзија је надограђена тако да укључује ажурирани унутрашњи ред, при чему су стари тоалети уклоњени, нови ред почиње уласком у ходник са интерактивним муралима, а затим води посетиоце у резиденцију породице Дарлинг, са посебним нагласком на дечју собу. Овај нови ред поклања изузетно велику пажњу детаљима. Ажурирано 2021.

### Токијски Дизниленд
Лет Петра Пана у Дизниленду у Токију отворен је 1983. године и његове карактеристике су веома сличне онима у верзији Магично царство.
Почетком 2016. године, атракција је реновирана и укључује нове дигиталне ефекте. Додата је нова сцена у Недођији, где посетиоци сада лете изнад острва ноћу, пре него што пролете поред скровишта Изгубљених дечака, Лагуне сирена и индијанског кампа.

### Шангајски Дизниленд
Лет Петра Пана отворен је са осталим деловима Шангајског Дизниленда 2016. За разлику од претходних итерација, ова верзија садржи возила за 4 особе уместо 2. Ова возила такође имају могућност заустављања и промене брзине, за разлику од раније. Вожња такође укључује побољшане верзије сцена из претходних итерација, као и нове сцене.